# Wildboyz
Wildboyz es un programa de televisión transmitido por MTV y movido hacia MTV2 en su tercera temporada, debutó en 2003 y es un derivado y secuela de Jackass. Steve-O y Chris Pontius son las estrellas de la presentación, quienes hacían acrobacias y atrevidos actos con animales, frecuentemente se arriesgan para las cuales no había entrenamiento alguno. Viajaban a diferentes lugares del mundo, llevaban a cabo sus acrobácias y exóticas piruetas mientras enseñaban a su audiencia en el medio y la cultura local. La cuarta temporada fue estrenada en el 6 de enero del 2006 a las 9pm EST fue una parte de Sic 'Em Fridays en MTV2.

## Archivos
Wildboyz sigue las antiguas estupideces de Chris Pontius y Steve-O viajando alrededor del mundo. Sobre la ruta de sus 4 temporadas, Pontius,hawk y Steve-O viajaron a 18 diferentes lugares. En cada uno de ellos se relacionaron con lo salvaje también y aprendían de las diferentes culturas nativas de los lugares a los que visitaban. Algunas de sus travesuras incluían vestirse y correr con los animales en su encuentro, usando sus propios cuerpos para defenderse de ellos, y comiendo la comida de los pueblos a los países o culturas.